# Consonne occlusive injective dentale voisée
La consonne occlusive injective dentale voisée est un son consonantique existant dans certaines langues. Le symbole dans l'alphabet phonétique international est ɗ̪.

## Caractéristiques
Voici les caractéristiques de la consonne occlusive injective dentale voisée :
- Son mode d'articulation est occlusif, ce qui signifie qu'elle est produite en obstruant l’air du chenal vocal.
- Son point d'articulation est dentale, ce qui signifie qu'elle est articulée avec la langue sur les dents inférieures ou supérieures, ou les deux.
- Sa phonation est voisée, ce qui signifie que les cordes vocales vibrent lors de l’articulation.
- C'est une consonne orale, ce qui signifie que l'air ne s'échappe que par la bouche.
- C'est une consonne centrale, ce qui signifie qu’elle est produite en laissant l'air passer au-dessus du milieu de la langue, plutôt que par les côtés.
- Son mécanisme de flux d'air est injectif, ce qui signifie qu'elle est articulée grâce à un mouvement de l'air vers l'arrière produit par un abaissement de la glotte.

## En français
Le français ne possède pas le ɗ̪.

## Dans d'autres langues
- swahili (dialecte kimvita)[1] : [ɗ̪uka] « boutique »